# Saatchi & Saatchi
La Saatchi & Saatchi è una tra le più importanti agenzie pubblicitarie al mondo. Ha sede a Londra. Dall'anno 2000 fa parte della multinazionale Publicis Groupe.
L'agenzia è presente in 84 paesi con 134 sussidiarie e circa 7000 collaboratori.

## Storia
Fondata a Londra nel 1970 dai fratelli di origine ebraica irachena lord Maurice Saatchi e Charles Saatchi (questo celebre collezionista di arte contemporanea e fondatore della galleria Saatchi), la Saatchi & Saatchi acquista progressivamente importanza con l'acquisizione delle agenzie Notley e Garland.
L'agenzia diventa famosa in tutto il mondo per aver curato le campagne elettorali del Partito Conservatore britannico, che porteranno alla vittoria di Margaret Thatcher prima nel 1979 (con lo slogan "Labour Isn't Working") e poi nel 1987.
Durante gli anni ottanta vengono acquisite altre storiche agenzie pubblicitarie, come ad esempio la Compton (erede della Blackman fondata a New York nel 1908) o la Dancer Fitzgerald Sample (erede della Blackett Sample fondata a Chicago nel 1923). Queste operazioni finanziarie porteranno la Saatchi a diventare, alle soglie degli anni novanta, uno dei più importanti network del mondo. 
L'agenzia fu quotata anche sulle borse di Parigi e New York.
Nel 1986 la Saatchi & Saatchi valeva più di un miliardo di dollari statunitensi, aveva 18.000 collaboratori in 500 filiali in 65 paesi.
Nel 1987, dopo diciassette anni di crescita continua, l'impresa subì un tracollo finanziario e il 19 ottobre il valore delle azioni crollò di un terzo.
Poiché la crisi dell'azienda non terminava, nel 1994-95 i fratelli Saatchi sono stati costretti a dare le dimissioni dalle cariche sociali.
Nel 2000 l'agenzia pubblicitaria londinese viene acquisita dal gruppo parigino Publicis.
In Italia la Saatchi & Saatchi è presente con due sedi, una a Milano e l'altra a Roma dalla fine degli anni settanta.. Una delle figure chiave del successo dell'agenzia in Italia è stato Paolo Ettorre, primo pubblicitario italiano ad essere nominato CEO europeo all'interno di un network internazionale.